# Крошнянська Друга сільська рада
Крошнянська Друга сільська рада (до 1946 року — Крошне-Чеська сільська рада, Крошнє-Чеська сільська рада, Чесько-Крошенська сільська рада) — колишня адміністративно-територіальна одиниця та орган місцевого самоврядування у Левківському, Черняхівському, Житомирському районах і Житомирській міській раді Волинської округи, Київської та Житомирської областей Української РСР з адміністративним центром у селі Крошня Друга.

## Населені пункти
Сільській раді на час ліквідації були підпорядковані населені пункти:
- с. Крошня Друга
- х. Нова Крошня

## Населення
Кількість населення ради, станом на 1923 рік, становила 2 978 осіб, кількість дворів — 500.
Кількість населення сільської ради, станом на 1924 рік, становила 3 272 особи.

## Історія та адміністративний устрій
Створена 1923 року, з назвою Крошнє-Чеська сільська рада, в складі с. Чеська Крошня та хутора Світин (Харчівка) Левківської волості Житомирського повіту Волинської губернії. 18 лютого 1923 року, відповідно до рішення Волинської ГАТК «Про об'єднання населених пунктів у сільради, зміну центрів і складу сільрад» (протокол № 1), до складу ради передане с. Російська Крошня ліквідованої Російсько-Крошенської сільської ради Левківської волості. 7 березня 1923 року включена до складу новоствореного Левківського району Житомирської (згодом — Волинська) округи. 3 листопада 1923 року, відповідно до рішення Волинської ГАТК «Про зміни в межах округів, районів і сільрад» (протокол № 5), з сільської ради виділено с. Російська Крошня та х. Світин з відновленням Російсько-Крошенської сільської ради Левківського району. В підпорядкуванні Чесько-Крошенської сільської ради значилися колонія Нова Крошня та х. Церківщина. 8 жовтня 1924 року, відповідно до рішення Волинської ГАТК (протокол № 10/5), хутори Дальній і Хінчанка Перша передані до складу Російсько-Крошенської сільської ради, х. Церківщина — до складу Соколово-Гірської сільської ради Левківського району. 30 жовтня 1924 року (за іншими даними — 1 серпня 1925 року), відповідно до рішення Волинської ГАТК «Про виділення та організацію національних сільрад» (протокол № 11/6), сільську раду затверджено як чеську національну. 28 вересня 1925 року, відповідно до наказу Волинського ОВК № 23 «Про зміни в адміністративно-територіальному поділі Волинської округи», сільську раду включено до складу Черняхівського району.
15 вересня 1930 року, відповідно до постанови ВУЦВК та Ради народних комісарів УСРР «Про ліквідацію округ та перехід на двоступеневу систему управління», сільську раду віднесено до приміської зони Житомирської міської ради. 14 травня 1939 року, відповідно до указу Президії Верховної ради Української РСР «Про утворення Житомирського сільського району Житомирської області», сільську раду включено до новоствореного Житомирського району.
7 червня 1946 року, відповідно до указу Президії Верховної ради Української РСР «Про збереження історичних найменувань та уточнення і впорядкування існуючих назв сільрад і населених пунктів Житомирської області», сільську раду перейменовано на Крошнянську Другу через перейменування її адміністративного центру на с. Крошня Друга.
Станом на 1 вересня 1946 року сільська рада входила до складу Житомирського району Житомирської області, на обліку в раді перебувало с. Крошня Друга та х. Нова Крошня.
Ліквідована 11 серпня 1954 року, відповідно до указу Президії Верховної ради Української РСР «Про укрупнення сільських рад по Житомирській області», територію та населені пункти приєднано до складу Крошнянської сільської ради Житомирського району Житомирської області.